# Bulbophyllum phalaenopsis
Bulbophyllum phalaenopsis là một loài phong lan thuộc chi Bulbophyllum.

## Hình ảnh

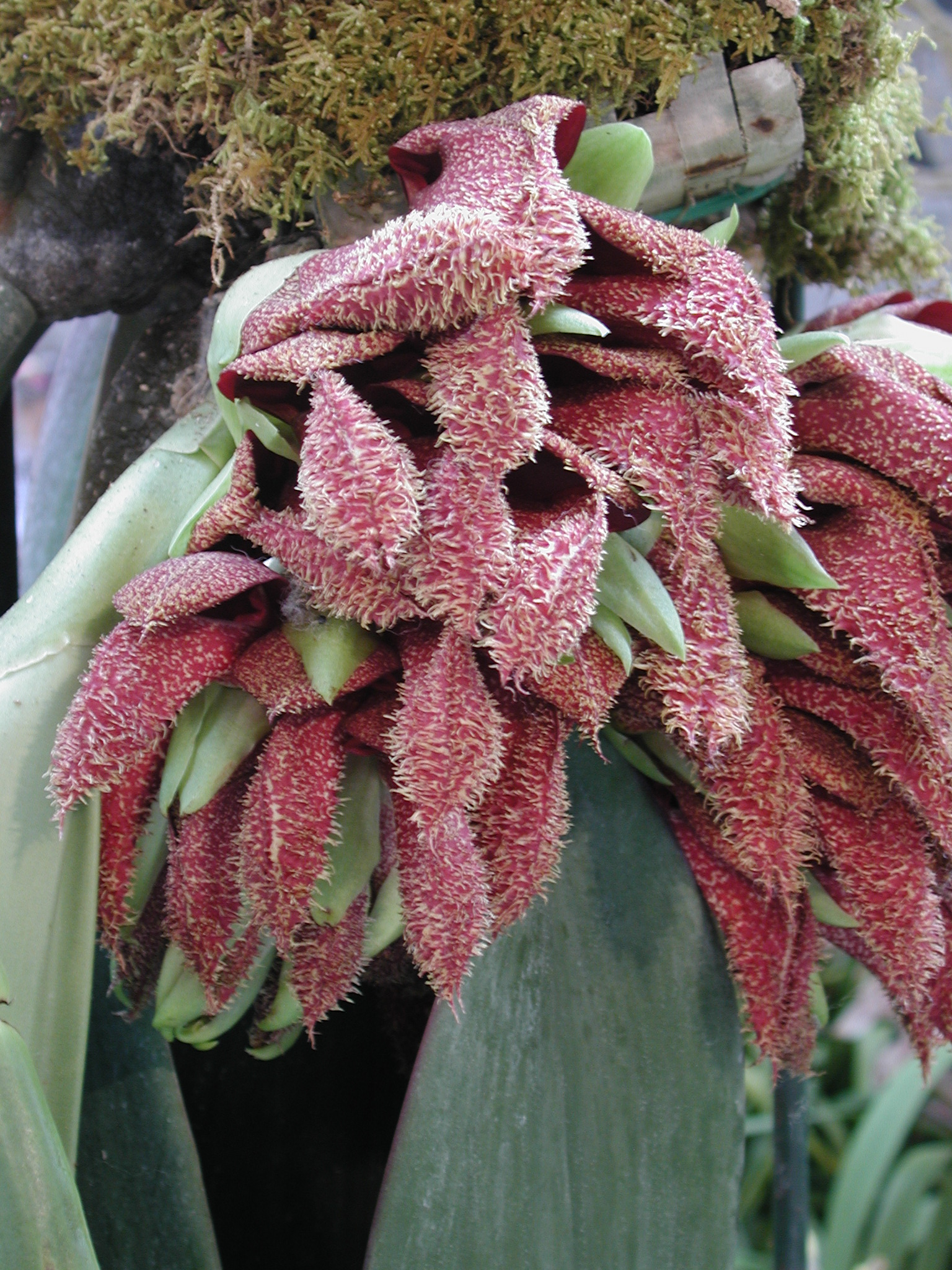
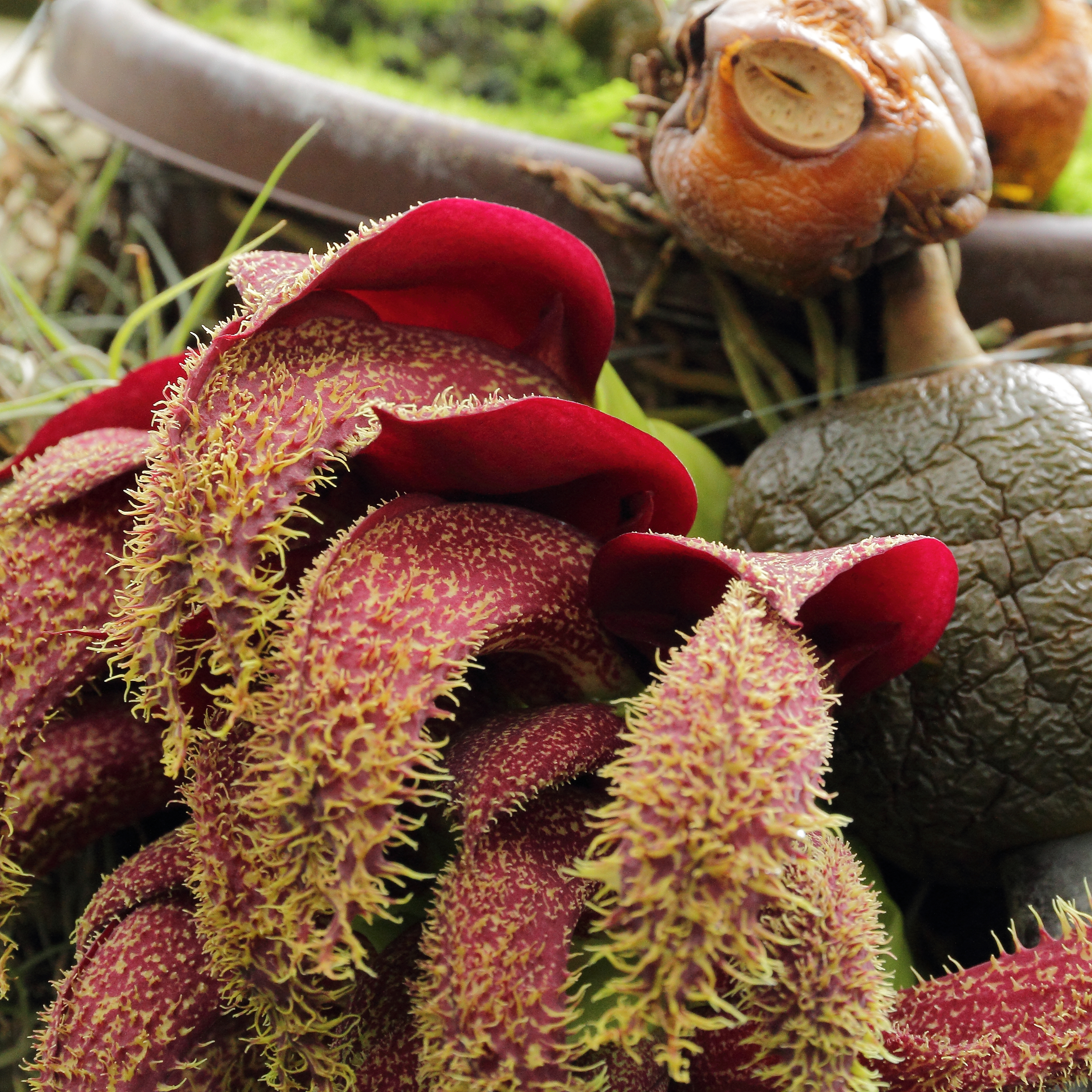
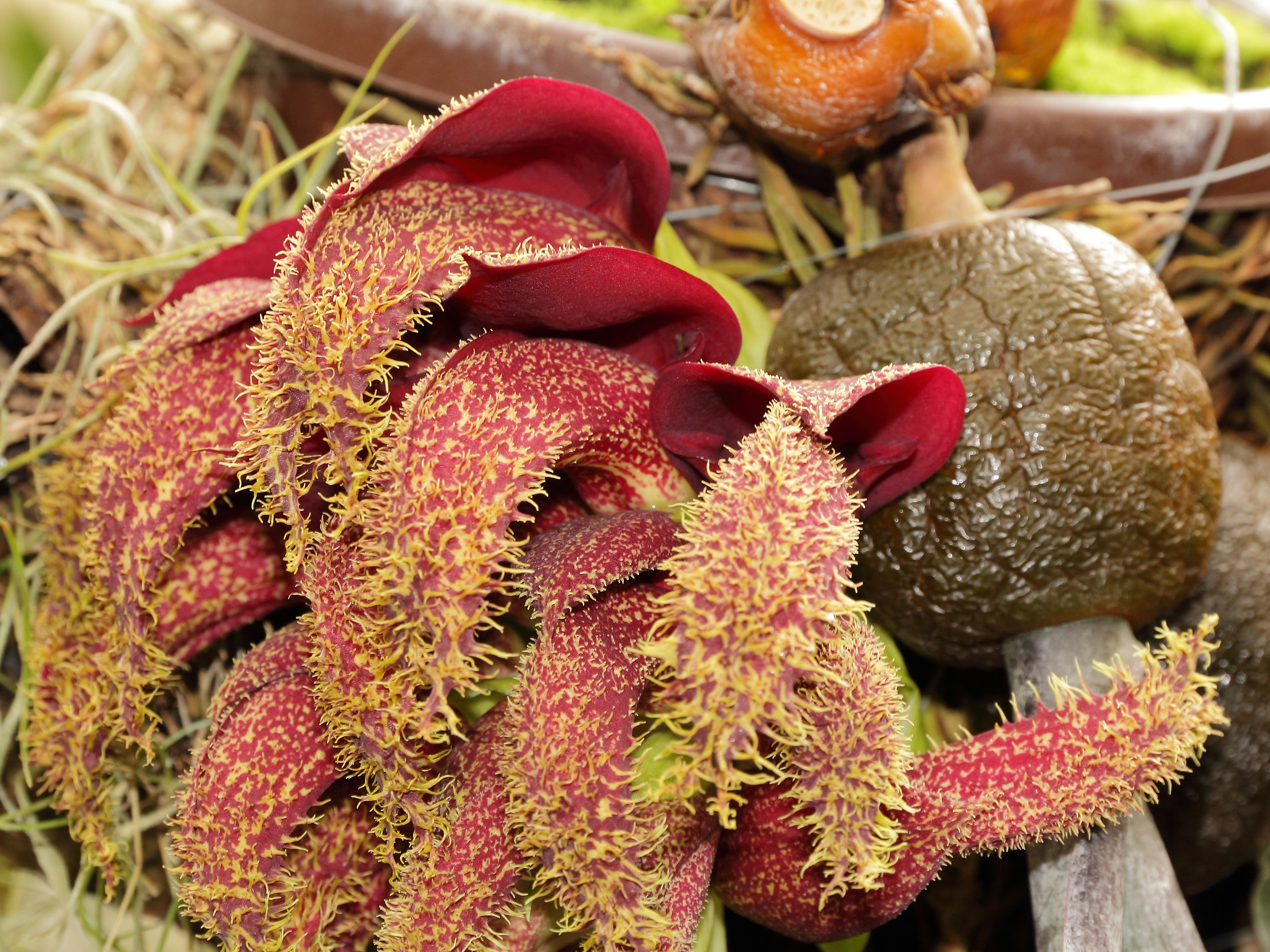
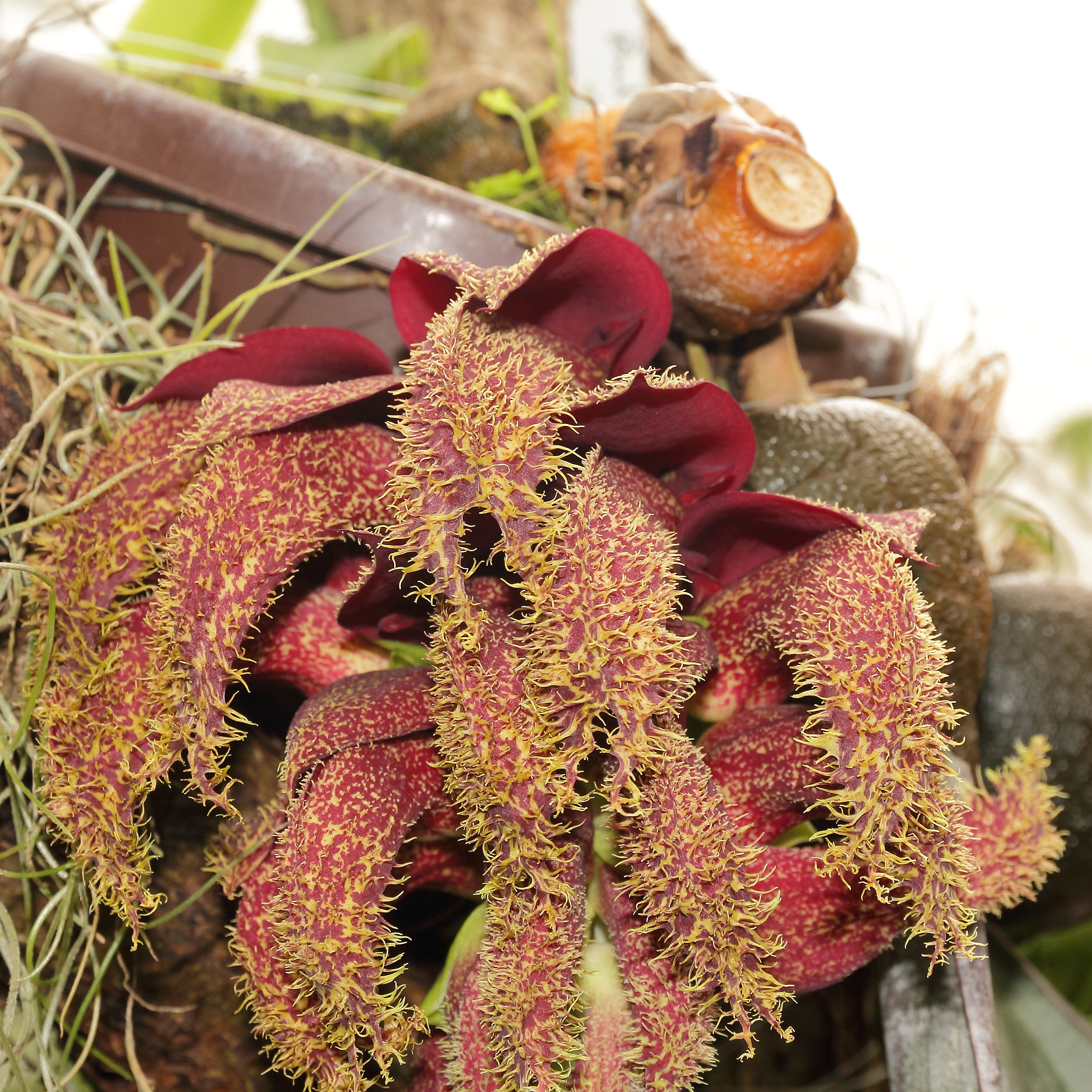